# Meitnerio
Il meitnerio è l'elemento chimico della tavola periodica, che ha come simbolo Mt e come numero atomico il 109.
È un elemento sintetico il cui isotopo più stabile ha un'emivita di 3,4 ms.

## Storia
Il meitnerio è stato sintetizzato per la prima volta il 29 agosto 1982 da un gruppo di ricerca tedesco guidato da Peter Armbruster e Gottfried Münzenberg alla Gesellschaft für Schwerionenforschung di Darmstadt.
Il gruppo di ricerca ottenne il nuovo elemento bombardando del bismuto-209 con dei nuclei accelerati di ferro-58. La creazione di questo elemento dimostrò che la tecnica della fusione nucleare può essere usata per creare nuovi nuclei pesanti.
Il nome meitnerio fu suggerito in onore della fisica e matematica austro-svedese Lise Meitner, ma a causa di una controversia sulla denominazione degli elementi dal 101 al 109, la IUPAC adottò temporaneamente il nome unnilennio (Une).
Nel 1997 con la risoluzione della disputa venne adottato il nome attuale.